# 向君
向君（1983年10月20日—），中国湖北省武汉人，是一名职业足球运动员，司职后卫。

## 简介
因为深圳平安与新华路中心业余体校合作，平安每年拨一部分款项给体校，让体校的孩子为他们打梯队的三级联赛，当年平安要求体校为其梯队输送20个有潜力的球员，向君与黎斐同吋在2000年进入深圳平安梯队，2001年毕业于武汉市吴家山中学与黎斐是同届毕业生。
2002年6月，向君进入深圳健力宝一队。但是，向君始终未赢得首发主力位置，多次在赛季結束后被深圳队挂牌，但在深圳队经历多次易名和股权变化后作为替补球员始终留在球队。
2007年是向君在深足出赛机会最多的赛季。
2008年11月2日，中超联赛深足在客场2-4不敌长春亚泰。由于主力后卫球员受伤、停赛，深足教练组不得不大幅度变更后卫线，让此前较少首发的向君与周森出场，与资深中卫袁琳组成主力后防线。在这场比赛中，深足在一球领先、比对手多出一人的优势下，被长春亚泰连入四球将比分反超。向君的表现不太出彩。一日后，向君便被下放到深足二队。
2009年1月，深圳队完成股权转让后，向君是最终留队的10名老队员之一
2010年7月二次转会期间，在深足多年担任替补而且已被下放到二队的向君以租借方式转会到北京理工大学。
2011年向君结束租借回归深圳队，由于球队的后卫球员以年青球员为主，加上外援后卫球员亦长期缺阵，向君一度是球队的主力后卫。
2012年在賽季初集訓期間受傷，復出後亦有零星出場，後因家人生病欲請假離隊探親，被主帥特魯西埃冷藏。赛季结束后，离开效力12年的深圳队。
2013年，向君在桂超业余联赛仍有踢球。
2014年李毅接任深圳队主教练之后，向君回到深足参与球队工作，从球员转型教练，曾历任深圳预备队助理教练、预备队主教练。
2020-2021年短暂到四川九牛工作，2023年7月任深圳队代理主教练。2024年1月，深圳队解散其成为最后一任主教练。